# Норт Гренвил (Онтарио)
Норт Гренвил (енгл. North Grenville) је општина у Канади у покрајини Онтарио. Према резултатима пописа 2011. у општини је живело 15.085 становника.

## Становништво
Према резултатима пописа становништва из 2011. у граду је живело 15.085 становника, што је за 6,2% више у односу на попис из 2006. када је регистровано 14.198 житеља.
| 2006.  | 2011.  | 2016.  |
| ------ | ------ | ------ |
| 14.198 | 15.085 | 16.451 |